# Jana van der Biest
Jana van der Biest (6 maart 1996) is een Belgisch voetbalspeelster.

## Statistieken
| Seizoen | Club             | Land   | Competitie   | Wedstrijden | Doelpunten |
| ------- | ---------------- | ------ | ------------ | ----------- | ---------- |
| 2012/13 | SV Zulte Waregem | België | BEL          | 10          |            |
| 2020/21 | SV Zulte Waregem | België | Super League | –           | –          |
| Totaal  | Totaal           | Totaal | Totaal       | –           | –          |

Laatste update: september 2020